# Blur (gra komputerowa)
Blur – gra komputerowa wyprodukowana przez firmę Bizarre Creations. Wydawcą gry jest Activision Blizzard. Gra ukazała się trzy platformy: komputer osobisty, PlayStation 3 oraz Xbox 360.

## Rozgrywka
Blur to dynamiczne zręcznościowe wyścigi samochodowe z elementami strzelanki. Trasy wyścigowe znajdują się w różnych miastach i krajach: Tokio, San Francisco, Los Angeles i Brighton. W grze zostało zawartych kilkadziesiąt licencjonowanych pojazdów, każdy został odwzorowany z dokładnym parametrami.
Podczas rozgrywki dostępne są doładowania takie jak: nitro, mina, porażenie i błyskawice. W grze zawarto prosty model zniszczeń.